# 尚特卢
尚特卢（法語：Chanteloup，法語發音：[ʃɑ̃tlu]）是法国伊勒-维莱讷省的一个市镇，属于勒东区。

## 地理
尚特卢（47°57'57"N, 1°36'56"W）面积17.53 平方千米，位于法国布列塔尼大區伊勒-维莱讷省，该省份为法国西北部沿海省份，位于布列塔尼半岛东部，北濒大西洋，西接阿摩尔滨海省和莫尔比昂省，南至大西洋卢瓦尔省，西南端接曼恩-卢瓦尔省，东临马耶讷省，东北与芒什省接壤。
与尚特卢接壤的市镇（或旧市镇、城区）包括：小富日赖、布尔巴雷、布里、科尔尼、克勒万、拉耶、奥热尔、索尔尼耶尔。

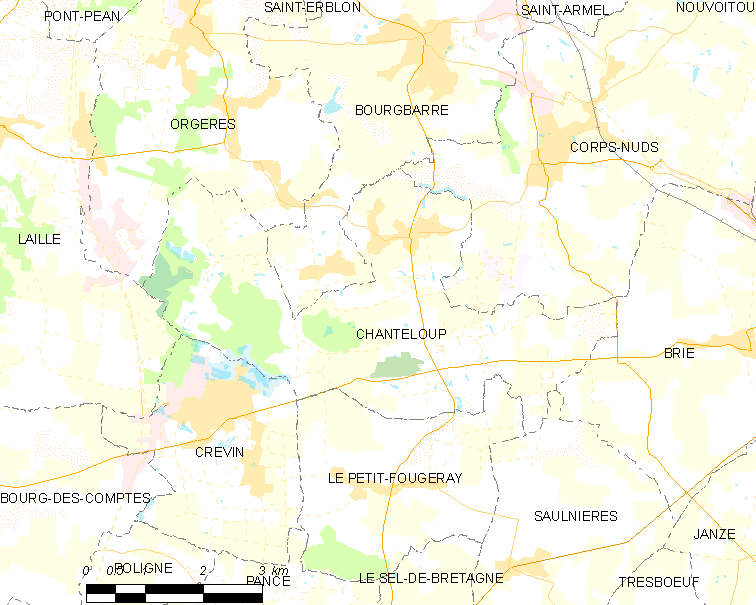
尚特卢的OSM定位图

尚特卢的时区为UTC+01:00、UTC+02:00（夏令时）。

## 行政
尚特卢的邮政编码为35150，INSEE市镇编码为35054。

## 政治
尚特卢所属的省级选区为布列塔尼地区班县。

## 人口

1962-2008年间尚特卢人口变化图示

尚特卢于2022年1月1日时的人口数量为1881人。